# Supergrupa (biologia)
Supergrupa – umowna kategoria systematyczna, wydzielona w pierwszych latach XXI wieku dla określenia najważniejszych linii rozwojowych eukariontów (Eukaryota).
Wcześniej wśród eukariontów wydzielano 4 królestwa: protisty (Protista), rośliny (Plantae), grzyby (Fungi) i zwierzęta (Zoa), przy czym protisty stanowiły takson parafiletyczny wprowadzony najpóźniej. Dzielono je czasem na trzy grupy: pierwotniaki (Protozoa), protisty roślinopodobne i protisty grzybopodobne, których niektórzy przedstawiciele bywali przenoszeni z powrotem do odpowiednich królestw. Wszystkie te klasyfikacje nie uwzględniały jednak w pełni powiązań filogenetycznych w obrębie organizmów. Od kilku lat funkcjonuje podział organizmów na supergrupy, który jednak podlega modyfikacjom przy kolejnych badaniach.
Według jednego z wariantów wyróżniono sześć supergrup:
- Opisthokonta

Powiązania filogenetyczne między supergrupami

  - Fungi Linnaeus, 1753 emend. Cavalier-Smith, 1981, 1987 – grzyby
  - Mesomycetozoea Mendoza i in., 2002, emend Adl. i in., 2005
  - Choanomonada Kent, 1880 – wiciowce kołnierzykowe
  - Metazoa Haeckel, 1874 – zwierzęta (wielokomórkowce)
- Amoebozoa Lühe, 1913, emend. Cavalier-Smith, 1998 (ameby i kilka gatunków bez mitochondriów)
  - Tubulinea Smirnov i in., 2005
  - Flabellinea Smirnov i in., 2005
  - Stereomyxida Grell, 1966
  - Acanthamoebidae Sawyer i Griffin, 1975
  - Entamoebidae Cavalier-Smith, 1993
  - Mastigamoebidae Goldschmidt, 1907
  - Pelomyxa Greef, 1874
  - Eumycetozoa Zopf, 1884, emend. Olive, 1975 – śluzowce (większość)
- Excavata
  - Fornicata Simpson, 2003
  - Malawimonas O'Kelly i Nerad, 1999
  - Parabasalia Honigberg, 1973
  - Preaxostyla Simpson, 2003
  - Jakobida Cavalier-Smith, 1993, emend. Adl i in., 2005
  - Heterolobosea Page i Blanton, 1985 – akrazje (grupa śluzowców)
  - Euglenozoa Cavalier-Smith, 1981, emend. Simpson, 1997 – eugleniny
- Rhizaria
  - Cercozoa Cavalier-Smith, 1998, emend. Adl i in., 2005
  - Haplosporidia Caullery i Mesnil, 1899
  - Foraminifera d'Orbigny, 1826 – otwornice
  - Gromia Dujardin, 1835
  - Radiolaria Müller, 1858, emend. Adl i in., 2005 – promienice
- Archaeplastida - rośliny
  - Glaucophyta Skuja, 1954 – glaukocystofity
  - Rhodophyceae Thuret, 1855, emend. Rabenhorst, 1863, emend. Adl i in., 2005 – krasnorosty
  - Chloroplastida Adl i in., 2005 – rośliny zielone
- Chromalveolata
  - Cryptophyceae Pascher, 1913, emend. Schoenichen, 1925 – kryptomonady
  - Haptophyta Hibberd, 1976, emend. Edvardsen i Eikrem, 2000 – haptofity
  - Stramenopiles Patterson, 1989, emend. Adl i in., 2005 – m.in. złotowiciowce, rafidofity, różnowiciowce, brunatnice, okrzemki,
  - Alveolata Cavalier-Smith, 1991 – m.in. bruzdnice, apikompleksy, orzęski.